# كلوان (أرومية)
كلوان هي قرية في مقاطعة أرومية، إيران. يقدر عدد سكانها بـ 37 نسمة بحسب إحصاء 2016.